# Yigoga atlas
Yigoga atlas là một loài bướm đêm trong họ Noctuidae.